# Костел Святого Антонія та монастир бернардинців (Гвіздець)
Костел Святого Антонія та монастир бернардинців — комплекс споруд доби розвиненого бароко в смт Гвіздець Коломийського району Івано-Франківської області. Комплекс костелу і монастиря бернардинів побудований у 1721—1735 рр.

## Відомості

### Загальна характеристика
Комплекс складається з костелу, келій, надбрамної барокової дзвіниці.
Костел побудований з цегли, потинькований, з невеликим трансептом. Західний фасад прикрашений двома вежами на три яруси з бароковими дахами. Головний портал прикрашений подвійними колонами коринфського ордеру. У інтер'єрі залишки ліплення і стінописів.
Дзвіниця прибудована в камені у 1899–1902 роках при збереженні барокового характеру. Мурована з каменя, у формі двоярусної з двома входами брами. Первісні дзвони викрадені і вивезені за часів фашистської окупації Гвіздця. Верхи дзвіниці прикрашають скульптури янголів та зображення Богородиці.
Є відомості про створення органу наприкінці XVIII ст., коли костел обладнали ще і циборіумом та антепендіумом головного вівтаря. Новий орган костел отримав 1896 року, котрий створив Олександр Жебровський, майстер зі Львова. На сьогодні не збережений.

### Історія споруди
Парафія відома з кінця XV ст. У 1475 році галицький підчаший Прокоп з Гвіздця (за іншими даними, Ян Прокопович, мешканець містечка), став найпершим фундатором костелу.
Парафію у Гвіздці заново відновили 1710 року. Фундатором костелу на новому етапі став князь Михайло Пузина, писар литовський, котрий 1715 року і з дозволу Львівського латинського архиєпископа Яна Скарбека заснував у Гвіздці дерев'яну резиденцію — кляштор отців бернардинів. Споруда згадана у протоколі візитації архиєпископа. Я. Скарбек на підставі акту фундації, виданого Пузиною 7 червня 1719 р., надав остаточну згоду на поселення бернардинців у Гвіздці. Зобов'язався побудувати власним коштом костел і кляштор для 12 ченців, захристію і монастирську бібліотеку, і виділити відповідну площу на город для нового монастиря.
Звістку про пам'ятку надруковано 1724 року. З 1725 року у костел діяв. 1728 року дерев'яний костел з кляштором постраждали від пожежі.
1729 року отримані гроші і коштовності по заповіту від княгині Софії Пузини (дружини Людвіка Каліновського, старости вінницького) витратили на побудову кам'яного костелу. Облаштування тривало кілька років з перервами. 1736 року створено вівтар Св. Антонія. Станіслав Костка Пузина, староста упитський, придбав для цього вівтаря позолочену одежу. В 1739 році Міхал Врублевський, настоятель кляштору у Гвіздці, разом з Теклею Бєльською заснував фонд для головного вівтаря костелу, котрий визолотив і правив малярською роботою Жураховський. 1759 року — поставлено статую святого Яна з Дуклі (завдяки коштам князя Станіслава Пузини).

### У 19 столітті
Ремонтно-реставраційні роботи проводили у 1838 і 1880. На початку вересня 1888 року костел зазнав пожежу, постраждали дахи. Парафіяни встигли врятувати вироби з срібла, образа (не всі) і навіть різьблені з дерева оздоби. Дахи костелу терміново відремонтували напередодні зими. У теплу пору 1889 року костел потинькували в інтер'єрі. Того ж будівельного сезону створили дахи-шатро на західних вежах костелу. 1890 року ремонтували західний (головний) фасад, додавши новий портал із коринфськими колонами, котрі виконав Фелікс Дорганович з Острівця. Всі ремонтні роботи йшли під керівництвом інженера-будівельника Альбіна Згурського. До 1892 року встановили нововиготовлені вівтарі, хоча службу правили ще з листопада 1889 року. Головний вівтар костелу прикрашали різьблені фігури святих — Франциск Ассізький, архангел Михаїл, Св. Клара, Антоній Падуанський. Новий амвон у костелі прикрасили фігурами чотирьох євангелістів, врятованих з погорілої споруди. Нові вівтарі костелу наприкінці XIX ст. виготовлені коштом підприємця Фердинанда Маєрського з Перемишля.

### Сучасний стан
З 1945 року землі відійшли до складу СРСР згідно перерозподілу земель за повоєнними угодами. Костел задіяно під склад цементу, потім під елеватор. 1945 року приміщення монастиря віддали під місцеву лікарню. Коли лікарню переселили в інше приміщення, тут розмістили музичну школу і місцеву бібліотеку, які у 90-ті звідси вигнали на користь духовного училища.
В радянські часи храм охоронявся як пам'ятка архітектури Української РСР (№ 250).
У 1991 році Івано-Франківська обласна рада надала споруду римо-католицькій громаді.
13 травня 1991 року єпископ Рафал Владислав Керницький знову освятив храм як костел Святого Антонія. 1992 року костел Св. Антонія підпорядковано Івано-Франківському (Станіславському) деканату. Ведеться активна робота зі збереження пам'ятки. Дерев'яні скульптури з головного вівтаря та деякі інші елементи передані для кращого збереження до сховищ музею у Івано-Франківськ (Михайло Архангел, дві фігури нерозпізнаних святих). Проте деякі елементи оздоблення пошкоджені часом, деякі розібрані ще раніше.

## Світлини

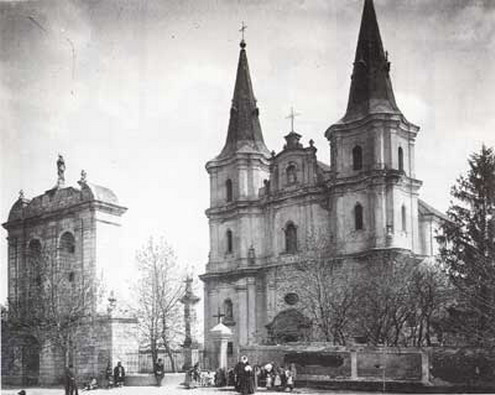
Бернардинський монастир і костел (Гвіздець), фото початку 20 ст.
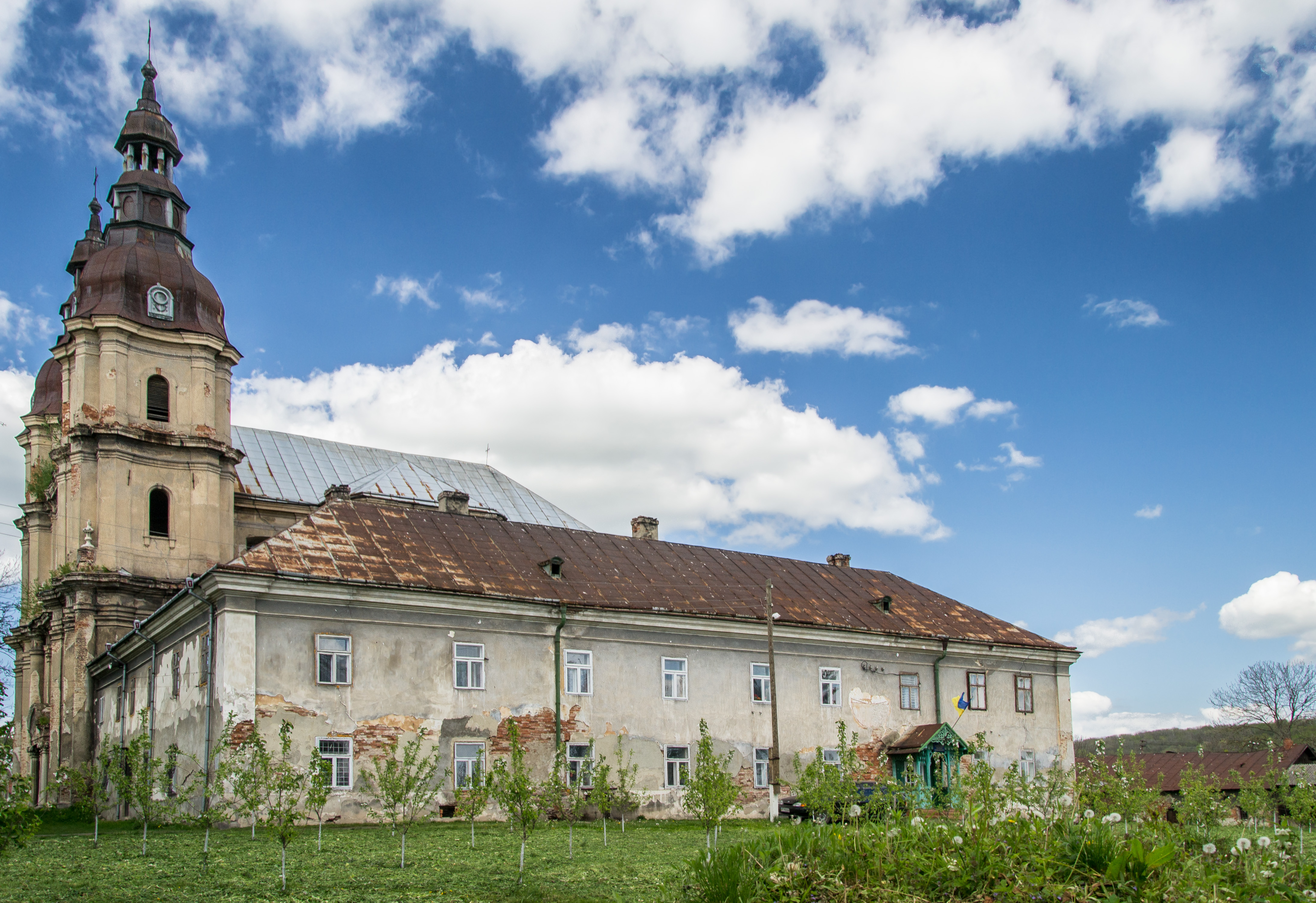
Загальний вигляд монастиря
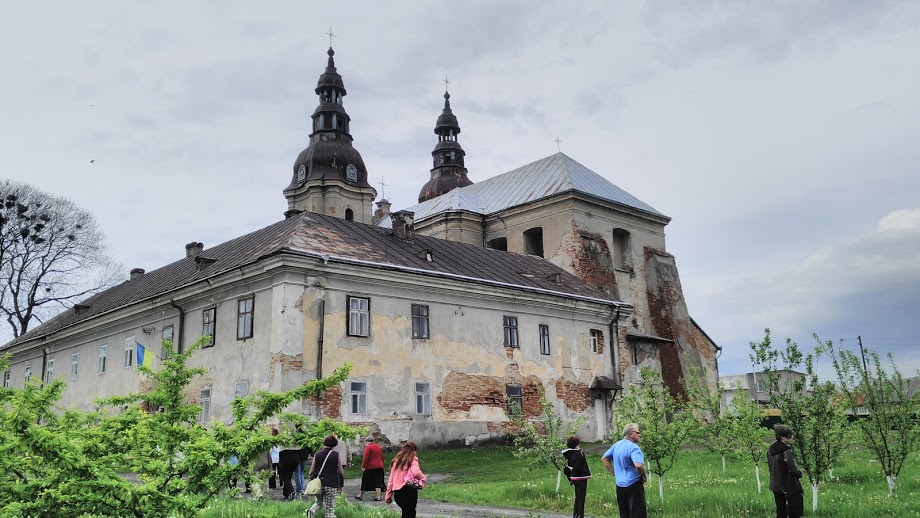
Костел і монастирські келії
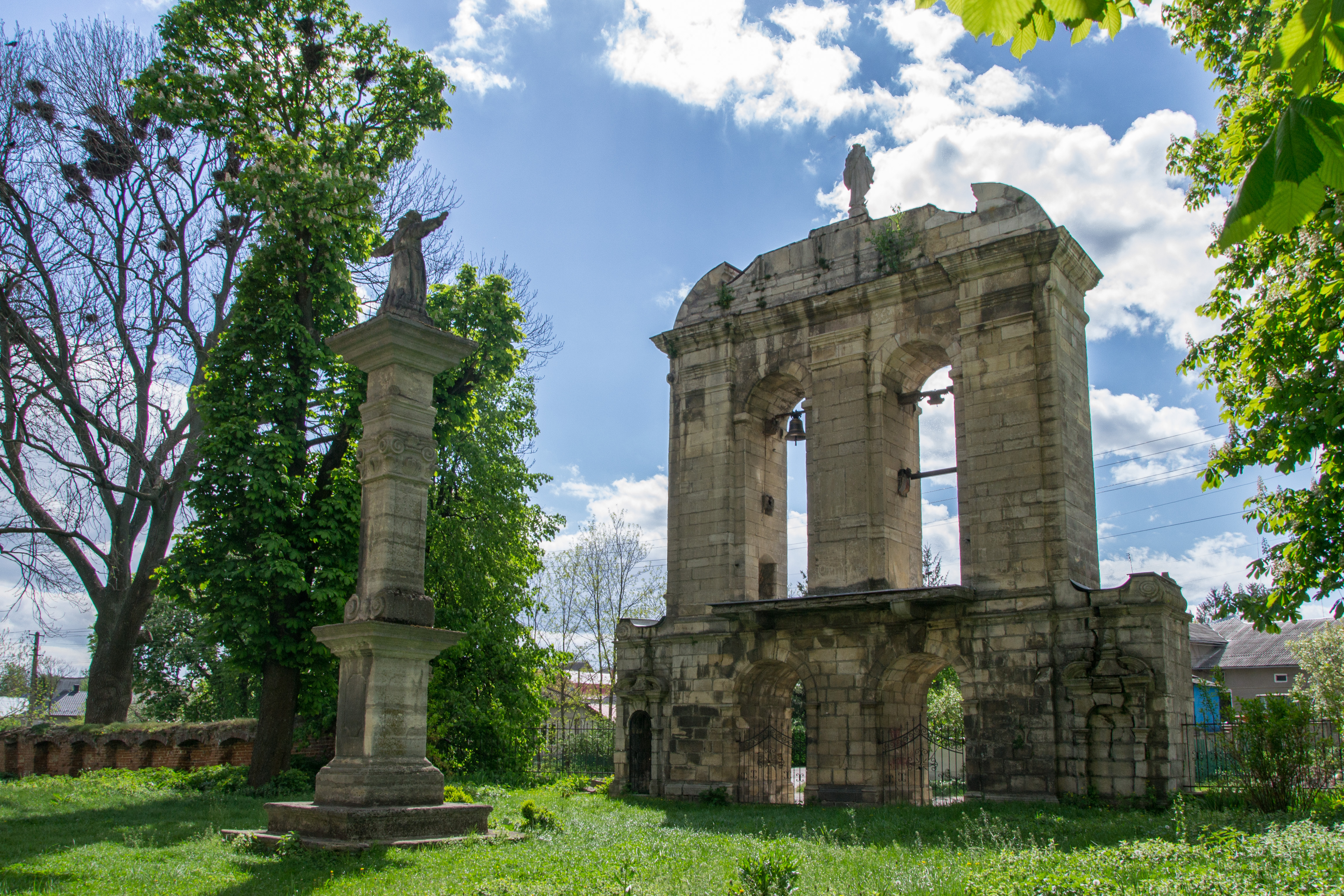
Дзвіниця